# Нерха
Нерха (шп. Nerja) град је у Шпанији у аутономној заједници Андалузија у покрајини Малага. Према процени из 2017. у граду је живело 21 204 становника.

## Становништво
Према процени, у граду је 2017. живело 21 204 становника.
| 2017.  |
| ------ |
| 21.204 |

## Партнерски градови
- Сан Хуан (Аргентина)
- Пеша
- Улен